# Memaliaj
Memaliaj est une municipalité d'Albanie, appartenant à la préfecture de Gjirokastër.
Elle fut fondée en 1946 comme ville minière, pour l'extraction d'un réserve de charbon découverte dans les années 1930. En 1990 sa mine produisit 500 000 tonnes de minerai, mais ferma en 1991 à la suite de l'effondrement du régime communiste. Le taux de chômage actuel est énorme, alors que la ville a perdu la moitié de sa population en vingt ans.
Sa population est d'environ 10 700 habitants en 2019, selon les dernières estimations connues.